# Walther Nernst
Walther Hermann Nernst (25 juin 1864 à Briesen, en province de Prusse - 18 novembre 1941 à Zibelle, Reich allemand) est un physicien et chimiste allemand, lauréat du prix Nobel de chimie de 1920. Il a mené de nombreuses recherches dans les domaines de l'électrochimie, de la thermodynamique, de la chimie du solide et de la photochimie. Ses découvertes incluent également l'équation qui porte son nom.

## Biographie

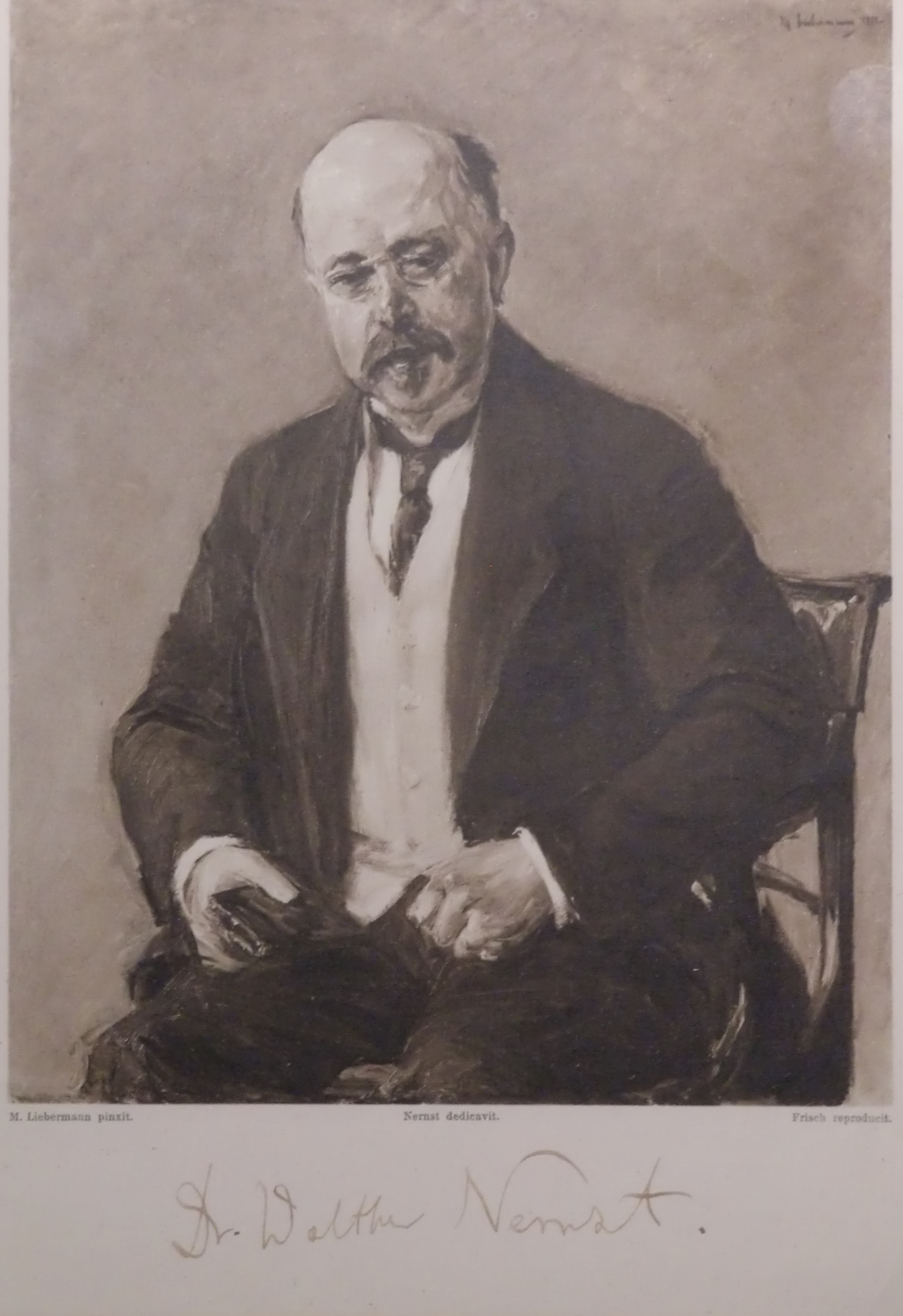
Nernst 1912, portraituré par Max Liebermann.

W. H. Nernst est né à Briesen, en province de Prusse en 1864. Il a étudié la physique et les mathématiques aux universités de Zurich, Berlin et Graz. Il est ensuite professeur de chimie physique à l'université de Leipzig. Nernst inventa, en 1898, une lampe électrique avec un filament métallique. Cette lampe, qui a succédé aux lampes avec un filament en carbone, est un précurseur des lampes à incandescence actuelles.
Vers 1906, Nernst établit le théorème précurseur de ce qui est aujourd'hui connu sous le nom de troisième principe de la thermodynamique.
En 1911, avec Max Planck, il est le principal organisateur du Congrès Solvay à Bruxelles. Cette même année, il fonde l’Institut de chimie physique et d’électrochimie de l'Institut Kaiser-Wilhelm, à Göttingen.
En 1920, Nernst obtint le prix Nobel de chimie « en reconnaissance de son travail en thermochimie ». Il fut également lauréat de la médaille Franklin en 1928. Il devient, en 1932, membre étranger de la Royal Society.
Il stoppa ses recherches universitaires en 1933. Il était alors professeur de physique à l'université de Berlin.
Nernst meurt en 1941 à Zibelle et est inhumé près de Max Planck à Göttingen, en Allemagne.
En 1914, il fut un des signataires du Manifeste des 93.

## Œuvres
- Experimental and theoretical applications of thermodynamics to chemistry, Yale University Press (New Haven), 1907. texte en ligne disponible sur IRIS.
- Theoretische chemie vom standpunkte der Avogadroschen regel und der thermodynamik, F. Enke (Stuttgart), 1907. texte en ligne disponible sur IRIS.
- Traité de chimie générale. Partie 1, Propriétés générales des corps, atome et molécule, A. Hermann et fils (Paris), 1911. texte en ligne disponible sur IRIS.
- Traité de chimie générale. Partie 2, Transformations de la matière et de l'énergie, A. Hermann et fils (Paris), 1912. texte en ligne disponible sur IRIS.